# 2012 en arts plastiques
| Années des arts plastiques : 2009 - 2010 - 2011 - 2012 - 2013 - 2014 - 2015    |
| Décennies des arts plastiques : 1980 - 1990 - 2000 - 2010 - 2020 - 2030 - 2040 |

Cette page concerne l'année 2012 en arts plastiques.

## Décès
- 9 janvier :
  - Louis Boekhout, peintre  québécois canadien d'origine néerlandaise (° 1er mars 1919),
  - Koizumi Junsaku, peintre et potier japonais (° 26 octobre 1924),
- 13 janvier : Georges Petetin, peintre et sculpteur français (° 10 février 1920),
- 15 janvier : Georges Arditi, peintre français (° 14 décembre 1914),
- 18 janvier : Jean-Paul Marchandiau, peintre français (° 12 juillet 1949),
- 24 janvier : Roger Frezin, peintre français (° 5 juin 1927),
- 25 janvier : Jacques Soisson, peintre, graveur et sculpteur français (° 11 février 1928),
- 28 janvier : Jacqueline Benoit, peintre française (° 16 janvier 1925),
- 30 janvier : Roman Halter, peintre, écrivain et architecte polonais (° 7 juillet 1927),
- 31 janvier : Dorothea Tanning, peintre, éditrice, écrivain, sculpteur américaine (° 25 août 1910),
- 6 février : 
  - Antoni Tàpies, peintre, sculpteur, essayiste et théoricien de l'art espagnol d'expression catalane (° 12 décembre 1923),
  - Marc Baumann, peintre abstrait français (° 23 juillet 1921),
- 10 février : Bertina Lopes, peintre et sculptrice mozambicaine (° 11 juillet 1924),
- 28 février : Charles Le Bars, peintre, sculpteur et graveur français (° 31 juillet 1925),
- 5 mars : Armand Sinko, peintre figuratif français (° 3 mai 1934),
- 28 mars : Jacques Carelman, peintre, décorateur et illustrateur français (° 1929),
- 31 mars : Alberto Sughi, peintre italien (° 5 octobre 1928),
- 2 avril : Lucile Passavant, poétesse, peintre pastelliste, sculptrice et graveuse sur bois française (° 10 février 1910),
- 6 avril : Louttre.B, peintre et graveur français (° 15 juillet 1926),
- 19 avril : Gérard Altmann, peintre français (° 23 septembre 1923),
- 25 avril : Louis le Brocquy, peintre irlandais (° 10 novembre 1916),
- 27 avril : David Weiss, artiste et vidéaste suisse (° 21 juin 1946),
- 29 avril : Fernand Morel, peintre et galeriste suisse (° 20 juillet 1914),
- 2 mai : Bayram, plasticien, peintre, sculpteur, photographe et poète russe naturalisé français (° 1937),
- 6 mai : Lubna Agha, peintre pakistanaise (° 2 mai 1949),
- 10 mai : Balbino Giner, peintre français (° 20 novembre 1935),
- 13 mai : Youssef Rekik, peintre et comédien tunisien (° 1940),
- 17 mai : Hucleux, peintre et dessinateur français (° 11 mars 1923),
- ? mai : Madeleine Lambert, peintre française (° 1935),
- 3 juin : Éliane Beaupuy-Manciet, peintre, graveuse et illustratrice française (° 8 février 1921),
- 9 juin : Paul Jenkins, écrivain et peintre américain (° 12 juillet 1923),
- 10 juin : Georges Mathieu, peintre français (° 27 janvier 1921),
- 14 juin :
  - Dacos, graveur belge (° 8 septembre 1940),
  - Jerzy Mierzejewski, peintre polonais (° 13 juillet 1917),
  - Jacques de Thiersant, peintre et sculpteur français (° 2 janvier 1935),
- 16 juin : Jacques Pecnard, peintre, graveur, sculpteur et illustrateur français (° 7 septembre 1922),
- 19 juin : Albert Ayme, peintre et sculpteur français (° 1920),
- 21 juin : Roger Marage, peintre et graveur français (° 5 juillet 1922),
- 22 juin : Mary Fedden, peintre et professeure d'art britannique (° 14 août 1915),
- 24 juin : Philippe Mitschké, peintre français (° 18 janvier 1931),
- 5 juillet :
  - Dalibor Chatrný, peintre et pédagogue tchécoslovaque puis tchèque (° 28 août 1925),
  - Gerrit Komrij, peintre, poète, écrivain, traducteur, critique, polémiste et dramaturge néerlandais (° 30 mars 1944),
- 8 juillet : André Cottavoz, peintre et lithographe français (° 29 juillet 1922),
- 12 juillet : Walther Jervolino, peintre italien (° 1er mars 1944),
- 21 juillet : Gérard de Palézieux, peintre et graveur suisse (° 2 juillet 1919),
- 24 juillet : Jacques Sultana, peintre hyperréaliste français (° 10 mai 1938),
- 30 juillet : Lucienne Berthon, peintre et réalisatrice de cinéma d'animation française (° 17 avril 1926),
- 10 août : Carlo Rambaldi, peintre et sculpteur italien (° 15 septembre 1925),
- 1er septembre : Dmitri Plavinski, peintre et graveur soviétique puis russe (° 28 avril 1937),
- 3 septembre : Valeri Pianov, peintre russe du mouvement de l'underground moscovite (° 23 août 1940),
- 14 septembre :
  - Don Binney, peintre néo-zélandais (° 24 mars 1940),
  - Pierre Courtin, peintre et graveur français (° 20 janvier 1921),
- 16 septembre : François Dilasser,  peintre français (° 5 mars 1926),
- 1er octobre : Éliane Diverly, peintre, portraitiste, dessinatrice et aquarelliste française (° 27 août 1914).
- 15 octobre : Jacques Castex, peintre et graveur français (° 25 mai 1927),
- 17 octobre : Gérard Roland, peintren français (° 3 octobre 1932),
- 28 octobre :
  - Georges Ladrey, peintre français non figuratif de la nouvelle École de Paris  (° 14 février 1920),
  - François Arnal, peintre français (° 2 octobre 1924),
- 3 novembre : Théo Tobiasse, peintre et artisan verrier français (° 26 avril 1927),
- 15 novembre : William Turnbull, peintre et sculpteur écossais (° 11 janvier 1922),
- 27 novembre : Ladislas Kijno,  peintre français d'origine polonaise (° 27 juin 1921),
- 28 novembre : Igor Alexandrovitch Voulokh, peintre soviétique puis russe (° 3 janvier 1938),
- 6 décembre : Siegfried Laske, peintre péruvien (° 6 février 1931),
- 11 décembre : Nicola Simbari, peintre italien (° 13 juillet 1927),
- 13 décembre : Georges Bellec, chanteur et peintre français (° 18 mars 1918),
- 31 décembre : Sergio de Castro, peintre français d'origine argentine (° 15 septembre 1922).